# Agoniella tersa
Agoniella tersa là một loài bọ cánh cứng trong họ Chrysomelidae. Loài này được Raffaello Gestro miêu tả khoa học năm 1897.